# Azza
Azza (en arabe : عزّة) est un prénom féminin d'origine perse et arabe qui veut dire grandeur, notoriété et, en arabe, il signifie amour et tendresse. Ce nom est rare, il a été donné à plusieurs personnalités féminines. Son masculin est Izz-eddine.

## Étymologie
Azza est un substantif arabe désignant la jeune gazelle.
Cette antilope légère et gracieuse, aux cornes en forme de lyre est, depuis toujours, un symbole de beauté et de grâce féminines. Ce qui explique que, dans les pays d'Afrique et d'Asie où elle vivait à l'état sauvage, on se soit servi de son nom comme prénom. C'est en particulier le cas en Égypte, en Afrique du Nord, surtout en Tunisie. En France, Azza reste rare.

## Statistiques du prénom
- Age moyen des personnes portant le prénom AZZA : 25 ans
- Type : Prénom Féminin
- Pic du siècle du prénom AZZA : 1983
- Catégorie : Très Rare, Court, Très courant en 2005
- Tendance du prénom AZZA : Stable
- AZZA est un prénom : Très rare

Ce prénom a été très à la mode vers la fin des années 1950 par Ali Riahi, chanteur populaire tunisien, avec sa chanson Azza ya Azza, écrite comme cadeau de naissance à Azza fille de ses amis. 